# Белокриничье (метеорит)
Белокриничье (Belokrinitschje) — каменный, хондрит обыкновенный метеорит весом 1682 грамма.
Синонимы: (Bielokrynitschie); (Belokrinich'e) 
Упал в селе Белокриничье, Изяславского района, Хмельницкой обл. 1 января 1887 г. в 18 ч.
Существуют подробные сведения о падении метеорита Белокриничье: 
«Около 6 часов вечера 20 дек. 1883 г. (1 янв. 1887 г.) в высотах небесного края замечен темный, пламенно дымящийся огромный шар, который несся в воздухе с юго—запада на северо—восток; через некоторое время последовал разрыв этого шара, сопровождавшийся раскатом вроде как от пушечного выстрела, полет оставлял след, как бы белого облака; затем, слышен был шум, подобный полету множества птиц, а падая на землю произвел треск, как будто бы
громадная ворона каркнула. Привлеченные необычными, по времени года, звуками, как бы громовых ударов, жители Белокриничья, выбежав на улицу, видели, как из воздуха упал на мерзлую землю камень, который разбился на куски, а вернее, по другому сказанию, камни падали в разные стороны на крестьянские земли Белокриничья и Судилкова. Камни были черные, обгорелые как бы в масле, до того горячие, что в руку можно было брать только спустя некоторое время (четверть часа). Выпало несколько камней в Белокриничьи на огороды нескольких крестьян, на землю церковной усадьбы, в урочище Пилипенекое и в Серединецкий лес. Всего мне стало известно падение 8 камней...»